# Santranges
Santranges je francouzská obec v departementu Cher v regionu Centre-Val de Loire. V roce 2010 zde žilo 426 obyvatel.

## Vývoj počtu obyvatel
Počet obyvatel